# Belicou
Belicou (Bilicou) ist eine osttimoresische Aldeia im Suco Holsa (Verwaltungsamt Maliana, Gemeinde Bobonaro). 2015 lebten in der Aldeia 1859 Menschen. Belicou liegt im Norden des Sucos Holsa, im Süden der Stadt Maliana. Nördlich befindet sich die Aldeia Lolooa, südlich die Aldeia Oplegul und östlich die Aldeia Tas. Im Westen grenzt Lolooa an die Exklave des Sucos Odomau.

## Politik
2023 wurde Carlito Oliveira zum Chefe de Aldeia gewählt.